# Lijst van kunstenaars uit de gotiek
Dit is een lijst van kunstenaars uit de gotiek, de stijlperiode in de kunst tussen 1122 en 1550.

## 1150 - 1300
- Mastro Guglielmo  1158-1165  Italiaans beeldhouwer
- Maestro Esiguo  13e eeuw
- Master of the Franciscan Crucifixes  13e eeuw  Italië
- Benedetto Antelami  1178-1196  Italiaans beeldhouwer
- Bonaventura Berlinghieri  1215-1242  Italiaans kunstschilder
- Nicola Pisano  1220-1284  Italiaans beeldhouwer
- Fra Guglielmo  1235-1310  Italiaans beeldhouwer
- Guido Bigarelli  1238-1257  Italiaans beeldhouwer
- Pietro Cavallini  1250-1330  Italiaans kunstschilder
- Giovanni Pisano  1250-1314  Italiaans beeldhouwer
- Duccio di Buoninsegna  1255-1318/1319  Italiaans kunstschilder
- Lorenzo Maitani  1255-1330  Italiaans beeldhouwer/architect
- Arnolfo di Cambio  1264-1302  Italiaans beeldhouwer
- Giotto di Bondone  1266-1337  Italiaans kunstschilder
- Vigoroso da Siena  1276-1298  Italiaans kunstschilder
- Guido di Graziano  1278-1302  Italiaans beeldhouwer en miniaturist
- Master of San Jacopo a Mucciana  14e eeuw  Italië
- Master of the Bardi Saint Francis  14e eeuw  Italië
- Simone Martini  1285-1344  Italiaans kunstschilder
- Tino da Camaino  1285-1337  Italiaans beeldhouwer
- Bernardo Daddi  1290-1345  Italiaans kunstschilder
- Evrard d'Orleans  1292-1357  Frans beeldhouwer
- Andrea Pisano  1295-1348  Italiaans beeldhouwer
- Jacopo del Casentino  1297-1358  Italiaans kunstschilder
- Segna di Bonaventura  1298-1331  Italiaans kunstschilder

## 1300 - 1400
- Arnau Bassa  begin 14e eeuw  Catalaans kunstschilder
- Ferrer Bassa  begin 14e eeuw  Catalaans kunstschilder
- Giovanni da Balduccio  1300-1360  Italiaans beeldhouwer
- Goro di Gregorio  1300-1334  Italiaans beeldhouwer
- Jean Pucelle  1300-1355  Frans manuscript illuminator
- Gano di Fazio  1302-1318  Italiaans beeldhouwer
- Vitale da Bologna  1309-1360  Italiaans kunstschilder
- Agostino di Giovanni  1310-1347  Italiaans beeldhouwer
- Guariento di Arpo  1310-1370  Italiaans kunstschilder
- Allegretto Nuzi  1315-1373  Italiaans kunstschilder
- Giottino  1320-1369  Italiaans kunstschilder
- Giusto de Menabuoi  1320-1397  Italiaans kunstschilder
- Matteo Giovannetti  1322-1368  Italiaans kunstschilder
- Puccio Capanna  1325-1350  Italiaans kunstschilder
- Maso di Banco  tweede kwart 14e eeux  Florentijns kunstschilder
- Altichiero  1330-1384  Italiaans kunstschilder
- Bartolo di Fredi  1330-1410  Italiaans kunstschilder
- Peter Parler  1330-1399  Duits beeldhouwer
- André Beauneveu  1335-1401  Zuid-Nederlands kunstschilder/beeldhouwer
- Master of the Dominican Effigies  1336-1345  Italië
- Jacobello Dalle Masegne  Overleden in 1409  Italiaans beeldhouwer
- Giovanni da Campione  1340-1360  Italiaans beeldhouwer
- Master of the Rebel Angels  1340  Frans kunstschilder
- Andrea da Firenze  1343-1377  Italiaans kunstschilder
- Nino Pisano  1343-1368  Italian kunstschilder/beeldhouwer
- Puccio di Simone  1345-1365  Italiaans kunstschilder
- Ramon Destorrents  1347-1362  Catalaans kunstschilder en miniaturist
- Nicolo da Bologna  1348-1399  Italië
- Meester van Baltimore  midden 14e eeuw  Catalonië
- Bonino da Campione  1350-1390  Italiaans beeldhouwer
- Luis Borrassa  1350-1424  Spaans kunstschilder
- Giovanni da Milano  1350-1369  Italiaans kunstschilder
- Jacquemart de Hesdin  1350-1410  Frans miniaturist
- Master of the Rinuccini Chapel  1350-1375  Italië
- Claus Sluter  1350-1406  Nederlands beeldhouwer
- Giovanni Bon  1355-1443  Italiaans beeldhouwer/architect
- Melchior Broederlam  1355-1411  Zuid-Nederlands kunstschilder
- Giovanni del Biondo  1356-1399  Italiaans kunstschilder
- Meester van het parement van Narbonne 1356-1408  Frans kunstschilder en miniaturist
- Pere Serra  1357-1406  Catalaans kunstschilder
- Jaume Serra  1358-1390  Catalaans kunstschilder
- Gherardo Starnina  1360-1413  Italiaans kunstschilder
- Jean de Liege  1361-1382  Zuid-Nederlands beeldhouwer
- Taddeo di Bartolo  1362-1422  Italiaans kunstschilder
- Jan Maelwael (Jean Malouel)  1365-1415  Frans-Nederlands kunstschilder
- Bartolomeo di Fruosino  1366-1441  Florentijns kunstschilder en miniaturist
- Gentile da Fabriano  1370-1427  Italiaans kunstschilder
- Lorenzo Monaco  1370-1425  Italiaans kunstschilder
- Stefano da Verona  1375-1438  Italiaans kunstschilder
- Jan Van Eyck  1390-1441  Belgische kunstschilder
- Master of Saint Veronica  1395-1420  Duits kunstschilder
- Fra Angelico  1395-1455  Italiaans kunstschilder

## 1400 - 1500
- Giovanni di Paolo  1399-1482  Italiaans kunstschilder en miniaturist
- Meester van Guillebert de Mets rond  1400 miniaturist
- Jacopo Bellini  1400-1470  Italiaans kunstschilder
- Herman van Limburg  1400  Nederland
- Johan van Limburg  1400  Nederland
- Paul van Limbourg  1400  Nederland
- Meester van het Berswordt altaar  1400  Duits kunstschilder
- Henri Bellechose  1415-1440  Zuid-Nederlands kunstschilder